# 暗绿蒿
暗绿蒿（学名：Artemisia atrovirens）为菊科蒿属的植物。分布于泰国以及中国大陆的广西、湖南、陕西、云南、江西、福建、贵州、四川、浙江、广东、湖北、甘肃、河南、安徽等地，生长于海拔1,200米的地区，多生长于草地、山坡以及路旁等地，目前尚未由人工引种栽培。

## 别名
铁蒿（云南），白蒿、白毛蒿、水蒿（四川），大蒿（湖南），白艾蒿（河南），青蒿（湖北）